# Louis Vierne
Louis Vierne (Poitiers, 8 d'octubre de 1870 - París, 2 de juny de 1937) va ser un organista i compositor francès.
Va sofrir d'una ceguesa gairebé total des que va néixer. Una vegada que la seva família es va establir a París, el 1877, va començar els estudis de música a la Institution des Jeunes Aveugles, i es llicencià amb qualificacions extraordinàriament altes. Més tard va prosseguir els estudis amb César Franck, Charles-Marie Widor, Alexandre Guilmant i Gigout. Vierne va perpetuar la tradició de l'orgue francès. Va ser organista a Saint-Sulpice i el 1900, animat per Widor, es va presentar al concurs per la plaça d'organista titular a la Notre-Dame de París, al costat de centenars de candidats. Va guanyar la plaça i la va mantenir des de 1900 fins a la seva mort, esdevinguda durant el seu recital número 1.750 als teclats de l'orgue de Notre Dame, el 2 de juny de 1937.
Va desenvolupar un llenguatge musical propi, ric en harmonia i creativitat, complex en tècnica contrapuntística i sovint orquestral en el concepte, qualitats de les quals en sorgirien entre altres alumnes, els que més tard serien compositors i compositores com Nadia Boulanger, Lili Boulanger, Bernard Gavoty, Henri Gagnebin, Jacques Pillois, Dickinson. D'entre la seva obra destaquen les 6 simfonies per a orgue i especialment les seves 24 peces de fantasia i 24 peces en estil lliure; improvisador famós. També va compondre diverses peces de cambra i per a piano.